# Donlands (Toronto Subway)

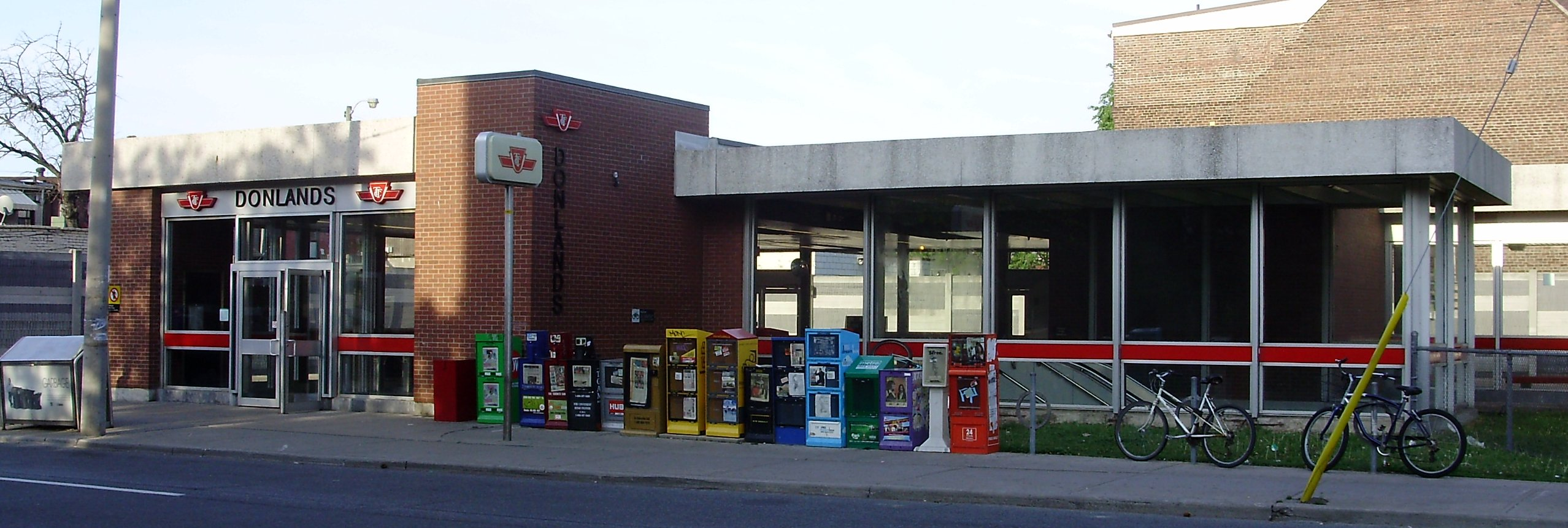
Eingang zur Station Donlands

Donlands ist eine unterirdische U-Bahn-Station in Toronto. Sie liegt an der Bloor-Danforth-Linie der Toronto Subway, an der Kreuzung von Danforth Avenue und Donlands Avenue. Die Station besitzt Seitenbahnsteige und wird täglich von durchschnittlich 11.250 Fahrgästen genutzt (2018).
Es bestehen Umsteigemöglichkeiten zu zwei Buslinien der Toronto Transit Commission. Die Eröffnung der Station erfolgte am 26. Februar 1966, zusammen mit dem Abschnitt Keele – Woodbine. Östlich von Donlands ermöglicht ein unterirdisches, vollständig niveaufreies und doppelspuriges Gleisdreieck den Zugang zum Betriebshof Greenwood Yard, wo sich auch die Hauptwerkstatt der Subway befindet.